# 塞尔旺斯
塞尔旺斯（法語：Servance，法語發音：[sɛʁvɑ̃s]）是法国上索恩省的一个旧市镇，属于吕尔区。2017年1月1日，塞尔旺斯与市镇米耶兰合并为新市镇塞尔旺斯-米耶兰，塞尔旺斯为新市镇行政中心。

## 地理
塞尔旺斯（47°48'53"N, 6°40'56"E）面积39.24 平方千米，位于法国勃艮第-弗朗什-孔泰大區上索恩省，该省份为法国东部内陆省份，北起顺时针与孚日省、贝尔福地区省、杜省、汝拉省、科多尔省和上马恩省接壤。
与塞尔旺斯接壤的市镇（或旧市镇、城区）包括：伯洛特圣洛朗、贝尔法伊、拉蒙尚、福科涅和拉梅尔、弗雷斯、欧迪泰姆-朗贝尔堡、米耶兰、普朗谢莱米讷、泰尔尼艾-默莱和圣伊莱尔。
塞尔旺斯的时区为UTC+01:00、UTC+02:00（夏令时）。

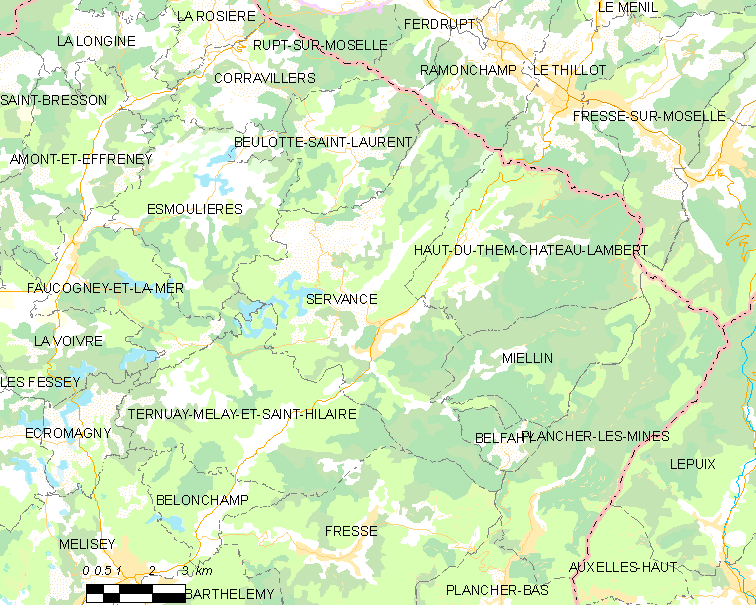
塞尔旺斯的OSM定位图

## 行政
塞尔旺斯的邮政编码为70440，INSEE市镇编码为70489。

## 政治
塞尔旺斯所属的省级选区为梅利塞县。

## 人口

1962-2008年间塞尔旺斯人口变化图示

塞尔旺斯于2018年1月1日时的人口数量为738人。